# Liste der Baudenkmäler in Untermeitingen

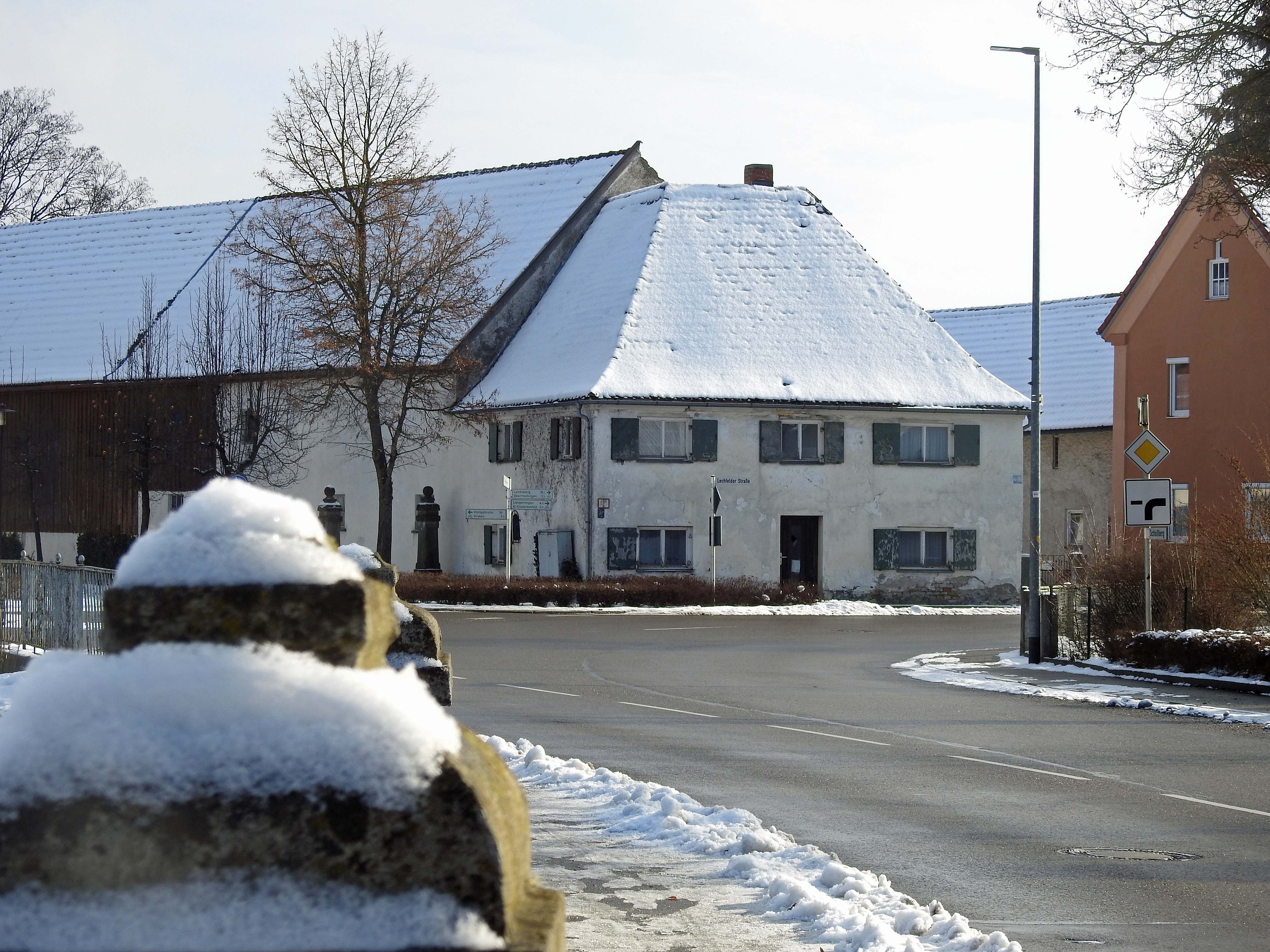
Lechfelder Str. 5 in Untermeitingen

Auf dieser Seite sind die Baudenkmäler in der schwäbischen Gemeinde Untermeitingen zusammengestellt. Diese Tabelle ist eine Teilliste der Liste der Baudenkmäler in Bayern. Grundlage ist die Bayerische Denkmalliste, die auf Basis des Bayerischen Denkmalschutzgesetzes vom 1. Oktober 1973 erstmals erstellt wurde und seither durch das Bayerische Landesamt für Denkmalpflege geführt wird. Die folgenden Angaben ersetzen nicht die rechtsverbindliche Auskunft der Denkmalschutzbehörde.

## Baudenkmäler nach Ortsteilen

### Untermeitingen
| Lage                            | Objekt                              | Beschreibung | Akten-Nr.     | Bild                  |
| ------------------------------- | ----------------------------------- | --- | ------------- | --------------------- |
| Lechfelder Straße 5 (Standort)  | Wohnhaus                            | zweigeschossiger Walmdachbau mit Hausfigur, Ende 18. Jahrhundert. | D-7-72-209-3  | Wohnhaus              |
| Lechfelder Straße 6 (Standort)  | Ehemaliges Amtshaus                 | später Bauernhaus, zweigeschossiger Mittertennbau mit Steilsatteldach und zwei Giebelgesimsen, 2. Hälfte 17. Jahrhundert, erneuert. | D-7-72-209-4  | weitere Bilder        |
| Lechfelder Straße 17 (Standort) | Bildstock                           | Ziegelbau mit Rundbogennische und Satteldach, 2. Hälfte 19. Jahrhundert. | D-7-72-209-5  | weitere Bilder        |
| Schloßberg 5 (Standort)         | Ehemaliges Schloss                  | jetzt Gasthof, zwei- bzw. viergeschossiger Zweiflügelbau mit Walmdach, Eckrisaliten, pilasterbesetzten Volutengiebeln nach Osten und südlichen polygonalen, eckturmartigen Anbauten, Ende 17./Anfang 18. Jahrhundert; Umfassungsmauer, Mitte 16. Jahrhundert.            | D-7-72-209-6  | Ehemaliges Schloss    |
| Schloßberg 10 (Standort)        | Katholische Pfarrkirche St. Stephan | Saalbau mit eingezogenem Chor und südlichem Turm mit Zwiebelhaube, Turmuntergeschoss 12./13. Jahrhundert, Turmobergeschosse wohl von Jörg Wörle 1677, Chor und Ostteil des Langhauses um 1500, Westteil 1720, Erweiterung 1891/95, Umgestaltung 1994/95; mit Ausstattung | D-7-72-209-7  | weitere Bilder        |
| Von-Imhof-Straße 7 (Standort)   | Ehemaliges Imhof-Spital             | zweigeschossiger Bau mit hohem Satteldach und südlicher Hauskapelle mit halbrundem Chor und Zwiebelhaube, 1733. | D-7-72-209-9  | weitere Bilder        |
| Welserstraße 6 (Standort)       | Ehemaliges Bauernhaus               | zweigeschossiger Satteldachbau mit angeschlossener Ökonomie, Anfang 19. Jahrhundert. | D-7-72-209-10 | Ehemaliges Bauernhaus |